# Tour de France de 1948
O Tour de France 1948 foi a 35º Volta a França, teve início no dia 30 de Junho e concluiu-se em 25 de Julho de 1948.
A corrida foi composta por 21 etapas, no total de 4.922 km, foram percorridos com uma média de 33,443 km/h.
Participaram desta competição 120 ciclistas, em 12 equipes com 10 esportistas, chegaram em Paris 44 competidores. Nenhuma equipe chegou completa ao final.

## Resultados

### Classificação Geral
| Pos | Nome             | País       | Tempo (velocidade média)   |
| --- | ---------------- | ---------- | -------------------------- |
| 1   | Gino Bartali     | Itália     | 145h 36' 56" (33,443 km/h) |
| 2   | Briek Schotte    | Bélgica    | 26' 16"                    |
| 3   | Guy Lapébie      | França     | 28' 48"                    |
| 4   | Louison Bobet    | França     | 32' 59"                    |
| 5   | Jean Kirchen     | Luxemburgo | 37' 53"                    |
| 6   | Lucien Teisseire | França     | 40' 17"                    |
| 7   | Roger Lambrecht  | Bélgica    | 49' 56"                    |
| 8   | Fermo Camellini  | Itália     | 51' 36"                    |
| 9   | Louis Thiétard   | França     | 55' 23"                    |
| 10  | Raymond Impanis  | Bélgica    | 1h 00' 03"                 |

### Etapas
| Etapa | Percurso                 | km       | Vencedor da etapa | Líder classificação geral |
| 1ª    | Paris-Trouville-sur-Mer  | 237      | Gino Bartali      | Gino Bartali              |
| 2ª    | Trouville-sur-Mer-Dinard | 259      | Vincenzo Rossello | Jan Engels                |
| 3ª    | Dinard-Nantes            | 251      | Guy Lapébie       | Louison Bobet             |
| 4ª    | Nantes-La Rochelle       | 166      | Jacques Pras      | Roger Lambrecht           |
| 5ª    | La Rochelle-Bourdeaux    | 262      | Raoul Rémy        | Roger Lambrecht           |
| 6ª    | Bourdeaux-Biarritz       | 244      | Louison Bobet     | Louison Bobet             |
| 7ª    | Biarritz-Lourdes         | 219      | Gino Bartali      | Louison Bobet             |
| 8ª    | Lourdes-Toulouse         | 261      | Gino Bartali      | Louison Bobet             |
| 9ª    | Toulouse-Montpellier     | 246      | Raymond Impanis   | Louison Bobet             |
| 10ª   | Montpellier-Marselha     | 248      | Raymond Impanis   | Louison Bobet             |
| 11ª   | Marselha-San Remo        | 245      | Gino Sciardis     | Louison Bobet             |
| 12ª   | San Remo-Cannes          | 170      | Louison Bobet     | Louison Bobet             |
| 13ª   | Cannes-Briançon          | 274      | Gino Bartali      | Louison Bobet             |
| 14ª   | Briançon-Aix-les-Bains   | 263      | Gino Bartali      | Gino Bartali              |
| 15ª   | Aix-les-Bains-Lausana    | 256      | Gino Bartali      | Gino Bartali              |
| 16ª   | Lausana-Mulhouse         | 243      | Edward Van Dyck   | Gino Bartali              |
| 17ª   | Mulhouse-Strasbourg      | 120 (CR) | Roger Lambrecht   | Gino Bartali              |
| 18ª   | Estrasburgo-Metz         | 195      | Giovanni Corrieri | Gino Bartali              |
| 19ª   | Metz-Lieja               | 249      | Gino Bartali      | Gino Bartali              |
| 20ª   | Lieja-Roubaix            | 228      | Bernard Gauthier  | Gino Bartali              |
| 21ª   | Roubaix-Paris            | 286      | Giovanni Corrieri | Gino Bartali              |

CR = Contra-relógio individual
CRE = Contra-relógio por equipes